# Laurent Croizier
Laurent Croizier, né le 29 janvier 1975 à Besançon (Doubs), est un homme politique français.
Engagé au Mouvement démocrate (MoDem) depuis 2012, il est élu conseiller municipal de Besançon et conseiller communautaire de Grand Besançon Métropole en 2014. Il est réélu à l'occasion des élections municipales de 2020.
Lors des élections législatives de 2022, il est élu député de la 1re circonscription du Doubs.

## Biographie

### Situation personnelle
Laurent Croizier est né d'une mère infirmière et d'un père cheminot. Il a grandi en milieu rural à Roulans, dans le Doubs et s'est installé à l'adolescence à Besançon. Il est marié et père de deux enfants.
Il obtient un baccalauréat scientifique au lycée Jules-Haag de Besançon et poursuit ses études dans l'enseignement supérieur à la faculté des sciences de Besançon, où il décroche une licence de sciences physique et chimie.
Il effectue sa carrière professionnelle au sein de l'Éducation nationale, en tant que professeur des écoles.

### Parcours politique

#### Mandats locaux
Laurent Croizier siège depuis 2014 au sein du conseil municipal de Besançon dans l'opposition et du conseil communautaire de Grand Besançon Métropole.
Lors des élections municipales de 2020, le Mouvement démocrate du Doubs, qu'il préside, fait alliance localement à Besançon avec le parti La République en marche. L'alliance portée par le député-candidat Éric Alauzet perd au second tour face à la coalition de gauche. Il est tout de même réélu conseiller municipal et conseiller communautaire.

##### Député de la1recirconscription du Doubs
En juin 2022, Laurent Croizier est élu député de la 1re circonscription du Doubs avec 51,88 % des voix, devant son adversaire de La France Insoumise qui a obtenu 48,12% des suffrages.
Porté par la majorité présidentielle, il est élu sous l'étiquette du Mouvement démocrate.
Lors de la dissolution de l'Assemblée nationale décidée par Emmanuel Macron le 9 juin 2024, il se représente dans la 1re circonscription. Arrivé en tête du 1er tour avec 34 % des voix, il doit affronter en triangulaire Séverine Véziès (LFI-NFP) et Thomas Lutz (RN). Il remporte la triangulaire au second tour avec 36 %.

### Engagements associatifs
Laurent Croizier a été entraineur sportif et directeur du centre de formation du club de basket-ball professionnel de Besançon (BBC).